# 순천 분기점
순천 분기점(順天分岐點, Suncheon Junction, 순천JC)은 전라남도 순천시 서면 구상리, 압곡리에 걸쳐 있는, 남해고속도로와 순천완주고속도로가 만나는 분기점이다. 2011년 1월 31일 개통되었다.

## 연혁
- 2004년 12월 30일 : 2011년까지 분기점 신설을 위해 순천시 도시계획시설 교통광장에 서면 구상리 일원을 순천 분기점으로 고시[1]
- 2011년 1월 31일 : 순천완주고속도로 서남원 ~ 순천 구간 개통과 함께 영업 개시[2]

## 구조물 정보
- 위치: 전라남도 순천시 서면 구상리, 압곡리

## 접속하는 노선

### 순천・부산방면
- 남해고속도로 (12번)[3]

### 순천・완주방면
- 순천완주고속도로 (2번)[4]